# Rio Hârlea
O Rio Hârlea é um rio da Romênia, afluente do Rio Pârâul cu Peşti, localizado no distrito de Suceava.